# Claudia Bruns
Claudia Bruns (geb. 1969) ist eine deutsche Historikerin und Professorin für Historische Anthropologie und Geschlechterforschung an der Humboldt-Universität zu Berlin. Zu ihren Schwerpunkten in Forschung und Publikationen gehören europäische Kulturgeschichte der Neuzeit sowie Geschlechter- und Körpergeschichte.

## Forschung und Lehre
Claudia Bruns studierte ab 1990 Geschichte, Germanistik, Philosophie und Erziehungswissenschaften für das Lehramt an der Universität Hamburg und am Trinity College Dublin in Irland. 1997 legte sie ihr Staatsexamen mit einer Arbeit zu Ricarda Huchs politischem Konservatismus mit Auszeichnung ab. Sie war zwischen 1998 und 2001 wissenschaftliche Mitarbeiterin und Koordinatorin des Forschungsprojekts Geschlechtergeschichte der Politik im 20. Jahrhundert am Fachbereich Philosophie und Geschichtswissenschaft an der Universität Hamburg, anschließend bis 2003 wissenschaftliche Mitarbeiterin an der Universität Kassel. 2004 promovierte sie mit summa cum laude zum Dr. phil. in Hamburg. Aus ihrer Dissertation über die Männerbündler um Hans Blüher und das Verhältnis von Politik und Männlichkeit um 1900 ging das 2008 erschienene Buch Politik des Eros. Der Männerbund in Wissenschaft, Politik und Jugendkultur, 1880–1934 hervor.
Nach Stationen als wissenschaftliche Mitarbeiterin und Juniorprofessorin für Wissensgeschichte und Gender Studies wurde sie 2013 in der Nachfolge von Christina von Braun auf die Professur am Institut für Kulturwissenschaft der Humboldt-Universität zu Berlin berufen.

## Auszeichnungen
- 2002: Frauenförderpreis der Universität Hamburg